# بيست بيريكيت
بيست بيريكيت (بالتركية: Beste Bereket)‏ هي ممثلة تركية. ولدت في 2 يوليو 1982 في إسطنبول، تركيا. ظهرت في أكثر من اثني عشر فيلما منذ عام 2005.

## أفلام ومسلسلات تلفزيونية
- لقد تغير والدي كثيرًا (2020)
- العم: قصة رجل (2020)
- التسعينيات (2013)
- 300 كلمة ألمانية - 2013، فاطمة
- ليلى ومكنون (2011) زينب
- ألم في القلب - 2010 ، زينو
- خمس مدن - 2009 ، فيلم ، أمنية
- حفظ (فيلم) - 2009
- وراء القضبا (2009) مسلسل
- عاصفة صامتة (2007) مسلسل تلفزيوني
- مفقود (2007) فيلم تلفزيوني
- نمر الأناضول (2006) ، إسراء
- راديو المجمع (2006)
- فيلمان سوبر (2006) فيلم
- حكاية سمر (2005) مسلسل تلفزيوني ، بينو
- مرايا (2005) مسلسل تلفزيوني

## روابط خارجية
- بيست بيريكيت على موقع IMDb (الإنجليزية)
- بيست بيريكيت على موقع ألو سيني (الفرنسية)
- بيست بيريكيت على موقع قاعدة بيانات الفيلم (الإنجليزية)
- بيست بيريكيت على موقع كينوبويسك (الروسية)